# Црква Свете Марије Магдалине у Белом Потоку
Црква Свете Марије Магдалeне је српска православна црква која се налази у насељу Бели поток у градској општини Вождовац у граду Београду, а припада београдско-карловачкој архиепископији.

## Опште информације
Црква је подигнута 1883. године захваљујући прилозима и радом становника села Бели поток. Посвећена је Марији Магдалини јер је овај празник током 19. века био преслава села. Освећење цркве извршио је митрополит београдски Михаило, 1885. године.
У порти цркве налази се споменик српским ратницима из периода 1912—1918. године, као и споменик Васи Чарапићу.